# Johnny Klimek
Pour les articles homonymes, voir Klimek.
Johnny Klimek est un compositeur australien, né le 18 août 1962 à Melbourne.

## Filmographie

### Cinéma
- 1997 : Les Rêveurs (Winterschläfer)
- 1998 : Cours, Lola, cours (Lola rennt)
- 1999 : Schlaraffenland
- 2000 : Ils ne pensent qu'à ça! (Harte Jungs)
- 2000 : La Princesse et le Guerrier (Der Krieger und die Kaiserin)
- 2000 : LiebesLuder
- 2001 : Sex trouble (Tangled)
- 2002 : Photo Obsession (One Hour Photo)
- 2003 : Swimming Upstream
- 2003 : Delusion
- 2004 : True
- 2005 : Deck Dogz
- 2005 : Sophie Scholl - les derniers jours
- 2005 : Land of the Dead
- 2005 : La Crypte
- 2006 : Paris, je t'aime
- 2006 : Le Parfum de Tom Tykwer
- 2009 : L'Enquête (The International) de Tom Tykwer
- 2010 : Trois (Drei)
- 2010 : Demain, quand la guerre a commencé (Tomorrow, When the War Began) de Stuart Beattie
- 2011 : Killer Elite
- 2012 : Cloud Atlas de Tom Tykwer et Andy et Lana Wachowski
- 2014 : Wolf Creek 2 de Greg McLean
- 2015 : 6 Miranda Drive de Greg McLean
- 2016 : The Darkness
- 2016 : Un hologramme pour le roi (A Hologram for the King) de Tom Tykwer
- 2017 : Jungle
- 2017 : Dieses bescheuerte Herz de Marc Rothemund
- 2021 : Matrix Resurrections (The Matrix Resurrections) de Lana Wachowski

### Télévision
- 2002 : Big Shot : Confession d'un bookmaker (Big Shot: Confessions of a Campus Bookie), d'Ernest R. Dickerson
- 2002 : Bang bang t'es mort
- 2002 : FBI : Portés disparus ("Without a Trace")
- 2004 : Volonté de fer (Iron Jawed Angels)
- 2004 : Deadwood
- 2015 : Sense8
- 2017 : Babylon Berlin

## Distinctions
- Austin Film Critics Association Awards 2012 : meilleure musique de film pour Cloud Atlas
- Houston Film Critics Society Awards 2013 : meilleure musique de film pour Cloud Atlas
- Prix Adolf-Grimme 2017 : meilleure musique de film pour Babylon Berlin